# Burg Hohloch
Die Burg Hohloch ist eine abgegangene Spornburg auf 824 m ü. NHN im Gemeindegebiet von Münsingen im Landkreis Reutlingen in Baden-Württemberg.
Die Mitte des 13. Jahrhunderts erbaute kleine Burganlage besaß unter anderem einen fünf mal sechs Meter großen turmartigen Hauptbau. Die Burg wurde Mitte des 13. Jahrhunderts erbaut und Anfang des 14. Jahrhunderts zerstört.